# Казимир Паздзьор
Казимир Сільвестр Паздзьор (пол. Kazimierz Sylwester Paździor; 4 березня 1935 — 24 червня 2010) — польський боксер, олімпійський чемпіон 1960 року,  чемпіон Європи. 

## Аматорська кар'єра
Олімпійські ігри 1960 
- 1/16 фіналу. Переміг Таха Абдулу Каріма (Ірак) 5-0
- 1/8 фіналу. Переміг Гаррі Лемпіо (Німеччина) 4-1
- 1/4 фіналу. Переміг Салаха Шоквейра (Об'єднані Арабські Емірати) 5-0
- 1/2 фіналу. Переміг Діка Мактаггарта (Велика Британія) 3-2
- Фінал. Переміг Сандро Лопополо (Італія) 4-1